# Boule horaire
Pour les articles homonymes, voir boule et horaire.
 (janvier 2024).

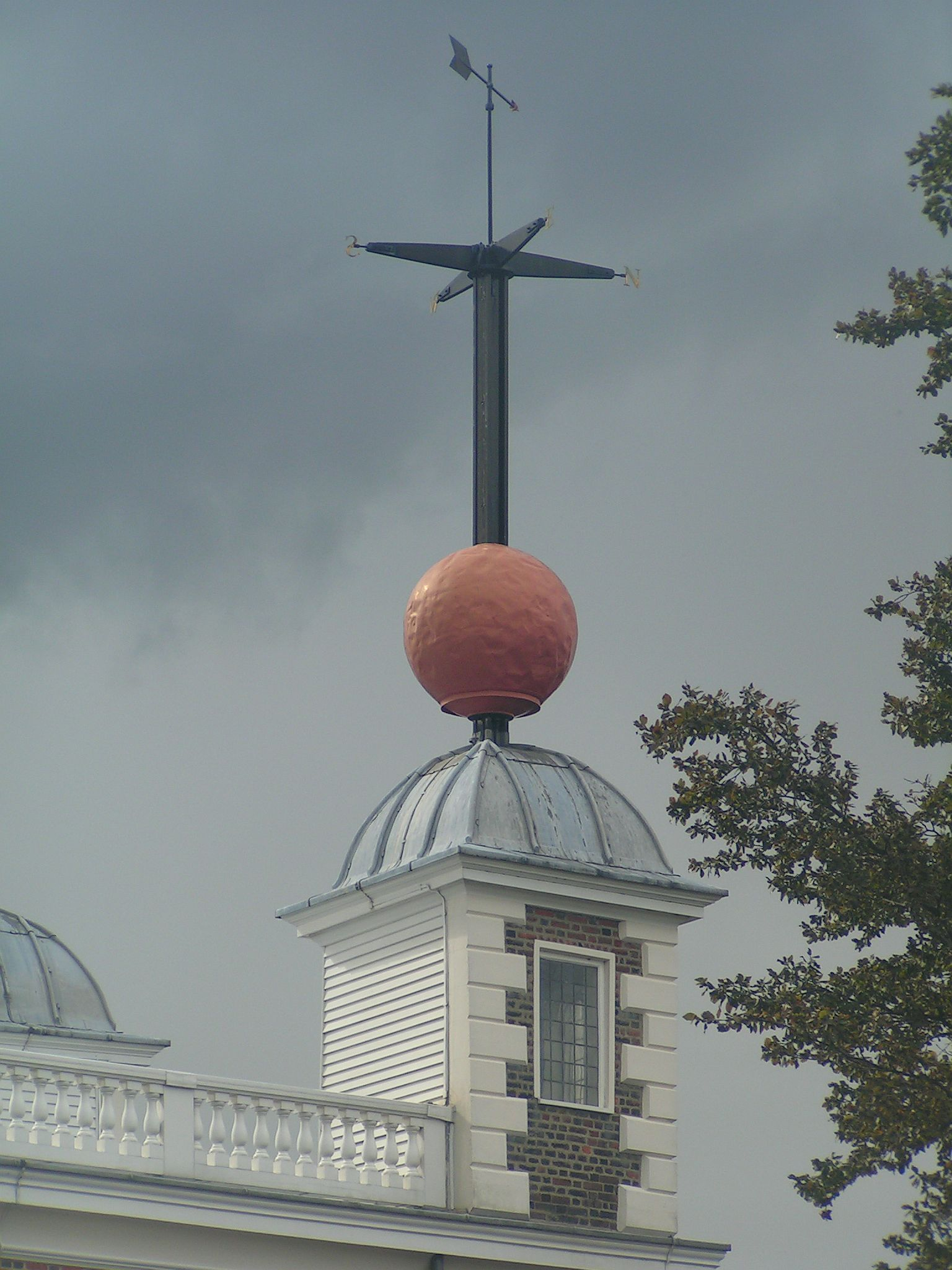
La boule horaire de l'Observatoire royal de Greenwich.

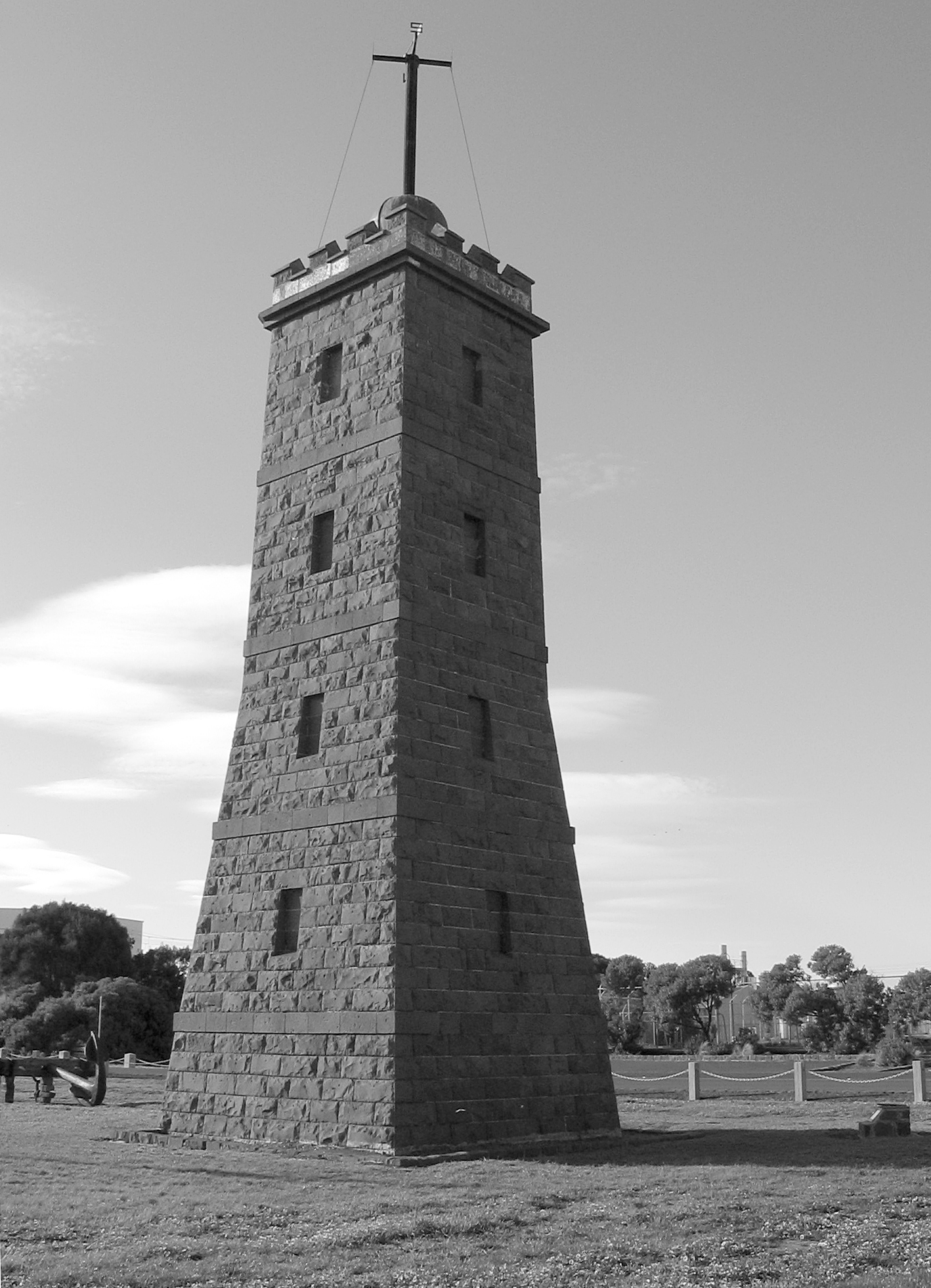
Tour surmontée d'une boule horaire, à Point Gellibrand.

Une boule horaire est une boule de grande taille pouvant glisser le long d'un mât vertical, que l'on laisse tomber à des moments prédéterminés afin d'indiquer l'heure de manière publique. Les boules horaires sont donc placées suffisamment en hauteur pour être visibles de loin : généralement au sommet d'une tour, ou parfois d'un phare. Elles sont généralement faites de bois peint ou de métal.
Les mâts portant les boules horaires sont souvent surmontés d'une girouette, et d'une croix directionnelle indiquant les quatre points cardinaux.

## Principe de fonctionnement

### Utilité
Les boules horaires étaient essentiellement utiles aux marins du XIXe siècle car elles leur permettaient de régler leur chronomètre avant de partir, et donc de calculer leur position une fois en mer, lorsqu'ils n'ont plus aucun repère visuel à leur disposition : connaître l'heure avec précision constitue en effet un moyen de déterminer sa longitude. C'est la raison pour laquelle on trouve des boules horaires surtout à proximité des ports.

### Détermination de l'heure
Pour régler leurs horloges, les stations actionnant les boules horaires se fondent sur l'observation du Soleil et des étoiles, dont le passage au méridien fournit un repère temporel. À l'origine, ces stations devaient soit être implantées à l'endroit de l'observatoire lui-même, soit disposer d'une horloge de grande précision réglée manuellement sur l'heure de l'observatoire. Mais grâce à l'utilisation du télégraphe électrique (aux alentours de 1850), les boules horaires ont pu être manipulées à distance et ainsi s'éloigner de l'observatoire leur servant de référence.

### Processus de lâcher
Les boules horaires sont lâchées à midi ou à 13 h en Angleterre et à 13 h aux États-Unis. Afin d'alerter les bateaux, elles sont hissées à mi-hauteur environ 5 minutes avant d'être lâchées, puis jusqu'en haut à 2 ou 3 minutes de la descente. C'est le moment où la boule commence à tomber qu'il faut prendre en compte, et non celui où elle atteint la base de l'axe. Si midi n'a pas été choisi pour lâcher des boules horaires, c'est parce que les observatoires étaient trop occupés à observer le passage du Soleil au méridien à cette heure-là.

## Historique
La première boule horaire a été érigée à Portsmouth en 1829 par son inventeur Robert Wauchope, un capitaine de la Royal Navy. Les autres ont suivi dans les ports les plus importants du Royaume-Uni (dont Liverpool), puis dans le reste du monde maritime. L'une d'entre elles a été installée en 1833 à l'Observatoire royal de Greenwich par l'Astronome Royal John Pond, et y a été lâchée chaque jour à 13 h depuis lors. 
Avec l'arrivée de la radio (à partir de 1924 en Grande-Bretagne), les boules horaires sont progressivement tombées en désuétude, et beaucoup d'entre elles ont été démolies dans les années 1920.
En France, le seul exemple connu est celle qui équipe la tour de la Découverte, à Lorient.

### De nos jours
À l'heure actuelle, plus de soixante boules horaires sont encore en place, notamment sur la tour de la Découverte à Lorient en Bretagne, à Greenwich, à Édimbourg, à Deal dans le Kent, sur la façade du Time ball buildings à Leeds, ou encore au Point Gellibrand à Williamstown (banlieue de Melbourne). Celle de Lyttelton en Nouvelle-Zélande ayant été grandement endommagée par le tremblement de terre du 22 février 2011, sa destruction a été décidée.
Une utilisation moderne des boules horaires est faite tous les ans à l'occasion du réveillon de la Saint-Sylvestre, lorsqu'au douzième coup de minuit la Times Square Ball, une énorme boule de cristal, descend sur Times Square, à New York.